# Манџурско освајање Кине
Манџурско освајање Кине је био конфликт између тада владајуће династије Минг и династије Ћинг, као и других мањих група (династија Шун и династија Кши), који је трајао од 1618. до 1683. године, а завршен је са падом Минга и потпуног освајања Кине од стране Ћинга.
Овај период обележен је великим војним сукобима, економским кризама, климатским катастрофама и социјалним немирима који су на крају довели до пропасти династије Минг. Победа династије Ћинг означила је почетак новог политичког поретка и културне синтезе, будући да су Манџурци преузели многе кинеске институције, али и успоставили свој етнички идентитет као владајуће класе.
Истовремено, Ћинг династија користила је мешавину војне стратегије, дипломатије и културне асимилације како би потврдила власт над огромним територијама. Завршетак транзиције из једне у другу династију 1683. године представљао је почетак трајне Ћинг доминације која ће обликовати Кину у наредним вековима.

## Преглед
Прелазак из дианстије Минг у Ћинг је био вишегодишњи конфликт између:
1. Династије Ћинг, основана од стране манџурског клана Аисин Гјоро на сјевероистоку Кине
2. Династије Минг, основана од стране клана Џу
3. Разних побуњеника (види династија Шун и Кши)

Кан Каснијег Џина, Нурхачи, је 1618. затражио прављенње документа под називом ”Седам жалби”, у којем би биле написане све жалбе и притужбе које је имао са владавином Минга. Сам Нурхачи, владар Џураџа, је био вазал Минга и који је за севе сматрао да преставља царску моћ династије у свом региону, данашњих Љаонинг и Ђилин покрајина у Кини. Међутим, он је ту везу прекинуо и основао Каснију Џин династију 1616. где је те пре тога ујединио све Џурџе.
Мноштво притужби које је Нархучи имао са Мингом тицала су се моћног, а и Минг спонзорисаног, Ху Лунгоу клана. Нархучи је од Минга захтевао да му плате данак у замену да поврати све речено у ”Седам жалби”. Овај захтев је ефективно била објава рата, јер владари Минга никада не би платили данак бившем вазалу. Укратко након овога, Нархучи би створио побуну у Љаонингу против Минга.
Истовремено, династија је покушавала да угуши разне сељчке побуне, које су угрозиле саму сигурност владавине Минга. Касније је, током сељчких побуна, пао и сам Пекинг 24. априла 1644. под побуњеничком војском предвођеном Ли Цинђеном, оснивачем Шуна. Убрзо након тога последњи цар Минга, Ћонгђен, се обесио на једно софорско дрво под називом ”Цуихуаи” изван Забрањеног града. Након што је Ли Цинђен започео побуну, мингски војсковођа Ву Сангуј је променио страну и почео се борити за Ћинг. Ли Цинђен је потом поражен у бици код Шангајског пролаза од заједничке стране Ву Сангуја и једног манџурског принца Доргона. У Пекинг се 6. јула онда ушле те заједнчке снаге Вуја и Доргона. Хан Кинези су током побуна препуручавали да Нархучијев наследник, Хуанг Таи-ђи, себе прогласи царем. То је и учинио 1636. чиме је и установио нову Ћинг династију.
Пад династије Минг изазван је комбинацијом различитих фактора. Неки историчари и научници тврде да је једна од могућих фактора могла бити појава малог леденог доба које је са собом донело суше и глад, заједно са погоршањем односа између краљевске породице Минг и војног руководства. Остали фактори укључују војне експедиције, инфлацију, природне катастрофе и епидемије болести. Сељачка буна 1644. и салби цареви додатно су ослабили царство. Моћ Минга је ипак опстала у јужној Кини, али је на крају пала у руке Ћингових снага. 
Неки аутори чак повезују пад са глобалним кризама које утичу на друге империје, попут Шпаније и Енглеске. Требало је скоро 40 година након пада Минга да се Кина уједини под влашћу Ћинга. До средине 1600-их, једанаест режима је тврдило да су аутентични Минг. Династија Ћинг је званично основана 1644., иако су борбе настављене све до 1683.
Године 1661. цар Кангши се попео на трон и покренуо Велико ослобађање 1662. да би поразио преостале лојалисте Минга. Борио се против неколико побуна, укључујући Побуну трију феудалаца, предвођена Ву Сангујем у јужној Кини. Године 1662. Џенг Ченгонг је победио Холанђане и основао Краљевину Тунгнинг на Тајвану, која је имала циљ да евентуално уједини Кину и врати династију Минг на власт. Она ипак пада под Ћингом 1683., чиме је завршен последњи значајан отпор од династије Ћинг. 
Свеукупно, победа Ћинга је углавном била резултат пребега војске са Љаодонга на манџурску страну, где је сама Ћинг војска имала малу улогу у паду Минга.